# Agave boldinghiana
Agave boldinghiana är en sparrisväxtart som beskrevs av William Trelease. Agave boldinghiana ingår i släktet Agave och familjen sparrisväxter. Inga underarter finns listade i Catalogue of Life.